# Dickson Chumba
Dickson Kiptolo Chumba (* 27. Oktober 1986) ist ein kenianischer Marathonläufer.

## Werdegang
Dickson Kiptolo Chumba arbeitete als Gärtner, bevor er 2008 unter Anleitung des italienischen Trainers Claudio Berardelli mit dem Lauftraining begann.
2010 wurde er jeweils Zweiter beim Madrid-Marathon und bei der Maratona d’Italia. Im Jahr darauf siegte er beim Rom-Marathon und wurde Siebter beim Frankfurt-Marathon.
2012 wurde er Zweiter beim Xiamen-Marathon, Neunter beim CPC Loop Den Haag und gewann den Eindhoven-Marathon in neuer persönlicher Bestzeit.
Am 23. Februar 2014 gewann der den Tokio-Marathon in 2:05:42 h, welchen er auch 2018 wieder gewinnen konnte. Ebenfalls 2014 gewann er den Chicago-Marathon in persönlicher Bestzeit von 2:04:32 h. Einen weiteren Sieg gelang ihm am 11. Oktober 2015 beim Chicago-Marathon, für den er 2:09:25 h benötigte.
Im Februar 2018 gewann der 31-Jährige in 2:05:30 h nach 2014 zum zweiten Mal den Tokio-Marathon. Beim Bogotá-Halbmarathon Ende Juli belegte er den dritten Platz und beim Chicago-Marathon im Oktober erreichte er das Ziel nicht. 2019 wurde er beim Tokio-Marathon Dritter.

## Persönliche Bestzeiten
- Halbmarathon: 1:01:34 h, 11. März 2012, Den Haag
- Marathon: 2:04:32 h, 12. Oktober 2014, Chicago